# Zeuxine rupestris
Zeuxine rupestris är en orkidéart som beskrevs av Henry Nicholas Ridley. Zeuxine rupestris ingår i släktet Zeuxine och familjen orkidéer. Inga underarter finns listade i Catalogue of Life.